# Dinara Safinová
Dinara Michajlovna Safinová (rusky Динáра Михáйловна (Мубиновна) Сáфина, tatarsky Динара Мөбин кызы Сафина, narozená 27. dubna 1986 Moskva) je bývalá ruská profesionální tenistka tatarské národnosti, v roce 2009 světová jednička ve dvouhře po 26 týdnů a stříbrná olympijská medailistka z Letních her 2008 v Pekingu. Na okruhu WTA Tour ovládla dvanáct singlových a devět deblových turnajů. V rámci okruhu ITF získala čtyři tituly ve dvouhře a tři ve čtyřhře.
Na žebříčku WTA byla ve dvouhře nejvýše klasifikována v dubnu 2009 na 1. místě a ve čtyřhře pak v květnu 2008 na 8. místě. Světovou jedničkou se stala, přestože nevyhrála žádný grandslam.
Na grandslamu vyhrála s Francouzkou Nathalií Dechyovou čtyřhru US Open 2007, když ve finále zdolaly tchajwanské deblové specialistky. Ve dvouhře se probojovala do boje o titul na French Open 2008, v němž podlehla Srbce Aně Ivanovičové.
V ruském fedcupovém týmu debutovala v roce 2005 čtvrtfinálem Světové skupiny proti Itálii, v němž prohrála se Schiavoneovou a po boku Duševinové vyhrála čtyřhru. Rusky postoupily po výsledku 4:1 na zápasy. Ročník 2005 pak vyhrály, když ve finále zdolaly Francii 3:2 na zápasy. V soutěži nastoupila k pěti mezistátním utkáním s bilancí 0–2 ve dvouhře a 5–0 ve čtyřhře.
Rusko reprezentovala na Letních olympijských hrách 2008 v Pekingu, kde v ženské dvouhře postoupila do závěrečného boje o zlatou medaili. V něm nestačila na světovou sedmičku Jelenu Dementěvovou po třísetovém průběhu. V ženské čtyřhře vytvořila se Světlanou Kuzněcovovou nejvýše nasazený pár. Ve čtvrtfinále je však vyřadily Číňanky Jen C’ a Čeng Ťie.
Narodila se do rodiny tenisové trenérky Rauzy Islanovové a prezidenta tenisového klubu Spartak Moskva. Její starší bratr Marat Safin byl tenisovou světovou jedničkou.

## Tenisová kariéra
S tenisem začínala v klubu Spartak Moskva. Od počátku profesionální kariéry ji trénoval Glen Schaap, kterého nahradil nový trenér Željko Krajan.
Dne 9. července 2002 se poprvé posunula do světové stovky žebříčku WTA a v sezóně vyhrála první turnaj WTA v Sopotech, když se z kvalifikace probojovala až do finále. V něm zdolala Slovenku Henrietu Nagyovou. V červenci 2003 premiérově pronikla do první padesátky klasifikace a zvítězila na druhém turnaji WTA v Palermu po vítězství nad Katarinou Srebotnikovou.
Ve finále halového turnaje Open GDF Suez 2005 v Paříži zdolala Francouzku Amélií Mauresmovou. V květnu 2008 ovládla berlínský German Open po závěrečné výhře nad krajankou Jelenou Dementěvovou. Následně se probojovala do finále grandslamového French Open 2008, v němž nestačila na nastupující světovou jedničku Anu Ivanovićovou. Před Wimbledonem 2008 odehrála přípravný turnaj na trávě v s-'Hertogenboschi, kde skončila také ve finále porážkou od Thajky Tamarine Tanasugarnové. Ve Wimbledonu nepřešla 3. kolo, ve kterém ji vyřadila Izraelka Šachar Pe'erová.

### Spekulace o konci kariéry
Dne 7. října 2011 oznámil její bratr Marat Safin, že se pětadvacetiletá bývalá ženská světová jednička rozhodla ukončit profesionální kariéru a považuje to za konec jedné životní etapy. Hlavním důvodem bylo dlouhodobé zranění zad, přesto se v běžném životě cítí dobře, je zdravá, ale vrcholový sport již nemůže dále provozovat. Dinara Safinová ovšem ve stejný den vydala zprávu na Twitteru, v níž uvedla, že stále neučinila definitivní rozhodnutí a potřebuje čas na rozmyšlenou.

## Finále na Grand Slamu

#### Dvouhra: 3 (0–3)
| Stav       | Rok  | Turnaj          | Povrch | Soupeřka ve finále   | Výsledek |
| ---------- | ---- | --------------- | ------ | -------------------- | -------- |
| Finalistka | 2008 | French Open     | antuka | Ana Ivanovićová      | 4–6, 3–6 |
| Finalistka | 2009 | Australian Open | tvrdý  | Serena Williamsová   | 0–6, 3–6 |
| Finalistka | 2009 | French Open (2) | antuka | Světlana Kuzněcovová | 4–6, 2–6 |

#### Čtyřhra: 2 (1–1)
| Stav       | Rok  | Turnaj  | Povrch | Spoluhráčka           | Soupeřky ve finále                 | Výsledek       |
| ---------- | ---- | ------- | ------ | --------------------- | ---------------------------------- | -------------- |
| Finalistka | 2006 | US Open | tvrdý  | Katarina Srebotniková | Nathalie Dechyová Věra Zvonarevová | 6–7 (5–7), 5–7 |
| Vítězka    | 2007 | US Open | tvrdý  | Nathalie Dechyová     | Čan Jung-žan Čuang Ťia-žung        | 6–4, 6–2       |

## Finále na okruhu WTA Tour
| Legenda                                               |
| ----------------------------------------------------- |
| D – dvouhra; Č – čtyřhra, před/po 2009                |
| Turnaje Grand Slamu (0–3 D; 1–1 Č)                    |
| Olympijské hry (0–1 D)                                |
| Turnaj mistryň (0)                                    |
| Tier I / Premier Mandatory & Premier 5 (5–3 D; 1–0 Č) |
| Tier II / Premier (2–2 D; 2–4 Č)                      |
| Tier III, IV & V / International (5–3 D; 5–2 Č)       |

### Dvouhra: 24 (12–12)
| Stav       | Č.  | Datum             | Turnaj                                | Povrch       | Soupeřka ve finále     | Výsledek           |
| ---------- | --- | ----------------- | ------------------------------------- | ------------ | ---------------------- | ------------------ |
| Vítězka    | 1.  | 27. červnace 2002 | Sopoty, Polsko                        | antuka       | Henrieta Nagyová       | 6–3, 4–0 skreč     |
| Vítězka    | 2.  | 13. červnace 2003 | Palermo, Itálie                       | antuka       | Katarina Srebotniková  | 6–3, 6–4           |
| Finalistka | 1.  | 31. října 2004    | Lucemburk, Lucembursko                | tvrdý (hala) | Alicia Moliková        | 3–6, 4–6           |
| Vítězka    | 3.  | 13. února 2005    | Paříž, Francie                        | koberec (h)  | Amélie Mauresmová      | 6–4, 2–6, 6–3      |
| Vítězka    | 4.  | 15. května 2005   | Praha, Česko                          | antuka       | Zuzana Ondrášková      | 7–6(7–2), 6–3      |
| Finalistka | 2.  | 21. května 2006   | Řím, Itálie                           | antuka       | Martina Hingisová      | 2–6, 5–7           |
| Finalistka | 3.  | 24. června 2006   | s-´Hertogenbosch, Nizozemsko          | tráva        | Michaëlla Krajiceková  | 3–6, 4–6           |
| Vítězka    | 5.  | 6. ledna 2007     | Gold Coast, Austrálie                 | tvrdý        | Martina Hingisová      | 6–3, 3–6, 7–5      |
| Finalistka | 4.  | 15. dubna 2007    | Charleston, Spojené státy             | antuka (z)   | Jelena Jankovićová     | 2–6, 2–6           |
| Vítězka    | 6.  | 11. května 2008   | Berlín, Německo                       | antuka       | Jelena Dementěvová     | 3–6, 6–2, 6–2      |
| Finalistka | 5.  | 7. června 2008    | French Open, Paříž, Francie           | antuka       | Ana Ivanovićová        | 4–6, 3–6           |
| Finalistka | 6.  | 21. června 2008   | s-'Hertogenbosch, Nizozemsko          | tráva        | Tamarine Tanasugarnová | 5–7, 3–6           |
| Vítězka    | 7.  | 27. červnace 2008 | Los Angeles, Spojené státy            | tvrdý        | Flavia Pennettaová     | 6–4, 6–2           |
| Vítězka    | 8.  | 3. srpna 2008     | Montreal, Kanada                      | tvrdý        | Dominika Cibulková     | 6–2, 6–1           |
| Finalistka | 7.  | 17. srpna 2008    | LOH – Peking, Čína                    | tvrdý        | Jelena Dementěvová     | 6–3, 5–7, 3–6      |
| Vítězka    | 9.  | 21. září 2008     | Pan Pacific Open, Japonsko            | tvrdý        | Světlana Kuzněcovová   | 6–1, 6–3           |
| Finalistka | 8.  | 16. ledna 2009    | Sydney, Austrálie                     | tvrdý        | Jelena Dementěvová     | 3–6, 6–2, 1–6      |
| Finalistka | 9.  | 31. ledna 2009    | Australian Open, Melbourne, Austrálie | tvrdý        | Serena Williamsová     | 0–6, 3–6           |
| Finalistka | 10. | 3. května 2009    | Stuttgart, Německo                    | antuka (h)   | Světlana Kuzněcovová   | 4–6, 3–6           |
| Vítězka    | 10. | 9. května 2009    | Řím, Itálie                           | antuka       | Světlana Kuzněcovová   | 6–3, 6–2           |
| Vítězka    | 11. | 17. května 2009   | Madrid, Španělsko                     | antuka       | Caroline Wozniacká     | 6–2, 6–4           |
| Finalistka | 11. | 6. června 2009    | French Open, Paříž, Francie           | antuka       | Světlana Kuzněcovová   | 4–6, 2–6           |
| Vítězka    | 12. | 26. červnace 2009 | Portorož, Slovinsko                   | tvrdý        | Sara Erraniová         | 6–7(5–7), 6–1, 7–5 |
| Finalistka | 12. | 16. srpna 2009    | Cincinnati, Spojené státy             | tvrdý        | Jelena Jankovićová     | 4–6, 2–6           |

### Čtyřhra: 16 (9–7)
| Stav       | Č. | Datum           | Turnaj                           | Povrch      | Spoluhráčka                   | Soupeřky ve finále                          | Výsledek                   |
| ---------- | -- | --------------- | -------------------------------- | ----------- | ----------------------------- | ------------------------------------------- | -------------------------- |
| Finalistka | 1. | 12. ledna 2003  | Canberra, Austrálie              | tvrdý       | Dája Bedáňová                 | Émilie Loitová Tathiana Garbinová           | 3–6, 6–3, 4–6              |
| Finalistka | 2. | 17. ledna 2004  | Sydney, Austrálie                | tvrdý       | Meghann Shaughnessyová        | Rennae Stubbsová Cara Blacková              | 5–7, 6–3, 4–6              |
| Vítězka    | 1. | 26. září 2004   | Peking, Čína                     | tvrdý       | Emmanuelle Gagliardiová       | Gisela Dulková María Ventová-Kabchiová      | 6–4, 6–4                   |
| Finalistka | 3. | 14. ledna 2005  | Hobart, Austrálie                | tvrdý       | Anabel Medinaová Garriguesová | Čeng Ťie Jen C’                             | 4–6, 5–7                   |
| Finalistka | 4. | 13. února 2005  | Paříž, Francie                   | tvrdý (h)   | Anabel Medinaová Garriguesová | Květa Peschkeová Iveta Benešová             | 2–6, 6–2, 2–6              |
| Finalistka | 5. | 20. února 2005  | Antverpy, Belgie                 | koberec (h) | Anabel Medinaová Garriguesová | Els Callensová Cara Blacková                | 6–3, 4–6, 4–6              |
| Vítězka    | 2. | 18. června 2005 | s-´Hertogenbosch, Nizozemsko     | tráva       | Anabel Medinaová Garriguesová | Iveta Benešová Nuria Llagosteraová Vivesová | 6–4, 2–6, 7–6(13–11)       |
| Vítězka    | 3. | 7. ledna 2006   | Gold Coast, Austrálie            | tvrdý       | Meghann Shaughnessyová        | Cara Blacková Rennae Stubbsová              | 6–2, 6–3                   |
| Vítězka    | 4. | 19. února 2006  | Antverpy, Belgie                 | koberec (h) | Katarina Srebotniková         | Stéphanie Foretzová Michaëlla Krajiceková   | 6–1, 6–1                   |
| Finalistka | 6. | 9. září 2006    | US Open, New York, Spojené státy | tvrdý       | Katarina Srebotniková         | Věra Zvonarevová Nathalie Dechyová          | 6–7(5–7), 5–7              |
| Vítězka    | 5. | 6. ledna 2007]  | Gold Coast, Austrálie (2)        | tvrdý       | Katarina Srebotniková         | Iveta Benešová Galina Voskobojevová         | 6–3, 6–4                   |
| Vítězka    | 6. | 9. září 2007    | US Open, New York, Spojené státy | tvrdý       | Nathalie Dechyová             | Čan Jung-žan Čuang Ťia-žung                 | 6–4, 6–2                   |
| Finalistka | 7. | 7. října2007    | Stuttgart, Německo               | tvrdý (h)   | Čan Jung-žan                  | Rennae Stubbsová Květa Peschkeová           | 7–6(7–5), 6–7(4–7), [2–10] |
| Vítězka    | 7. | 5. ledna 2008   | Gold Coast, Austrálie (3)        | tvrdý       | Ágnes Szávayová               | Jen C’ Čeng Ťie                             | 6–1, 6–2                   |
| Vítězka    | 8. | 22. března 2008 | Indian Wells, Spojené státy      | tvrdý       | Jelena Vesninová              | Jen C’ Čeng Ťie                             | 6–1, 1–6, [10-8]           |
| Vítězka    | 9. | 6. března 2011  | Kuala Lumpur, Malajsie           | tvrdý       | Galina Voskobojevová          | Noppawan Lertcheewakarnová Jessica Mooreová | 7–5, 2–6, [10–5]           |

## Postavení na konečném žebříčku WTA

### Dvouhra
| Rok    | 2001 | 2002  | 2003  | 2004  | 2005  | 2006  | 2007  | 2008 | 2009 |
| Pořadí | 394. | ▲ 68. | ▲ 54. | ▲ 44. | ▲ 20. | ▲ 11. | ▼ 15. | ▲ 3. | ▲ 2. |

### Čtyřhra
| Rok    | 2001 | 2002   | 2003   | 2004  | 2005  | 2006  | 2007  | 2008  | 2009   |
| Pořadí | 306. | ▲ 245. | ▲ 144. | ▲ 30. | ▲ 28. | ▲ 16. | ▲ 14. | ▼ 25. | ▼ 289. |